# Cachrys sicula
Cachrys sicula là một loài thực vật có hoa trong họ Hoa tán. Loài này được L. mô tả khoa học đầu tiên năm 1762.

## Hình ảnh

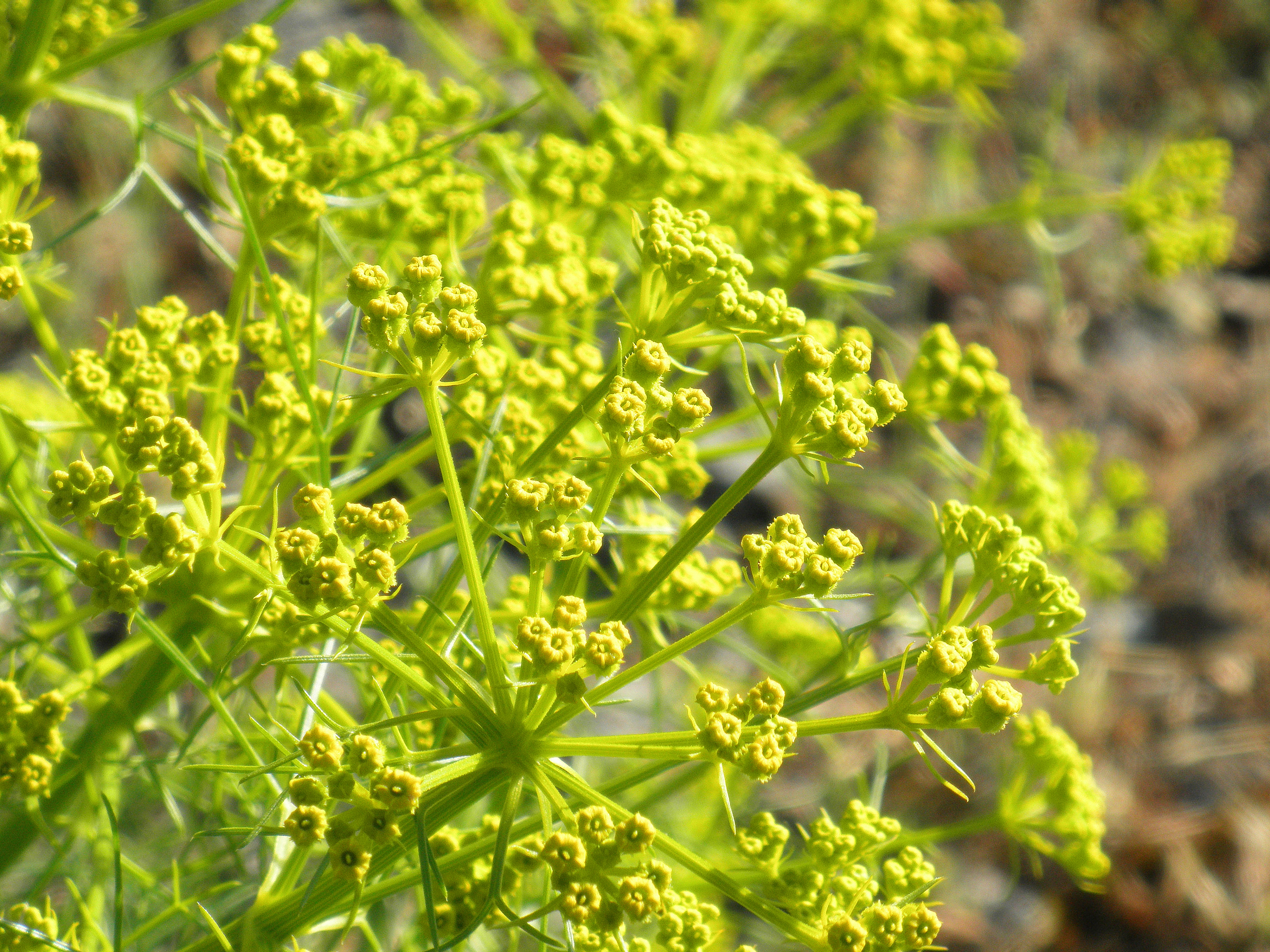
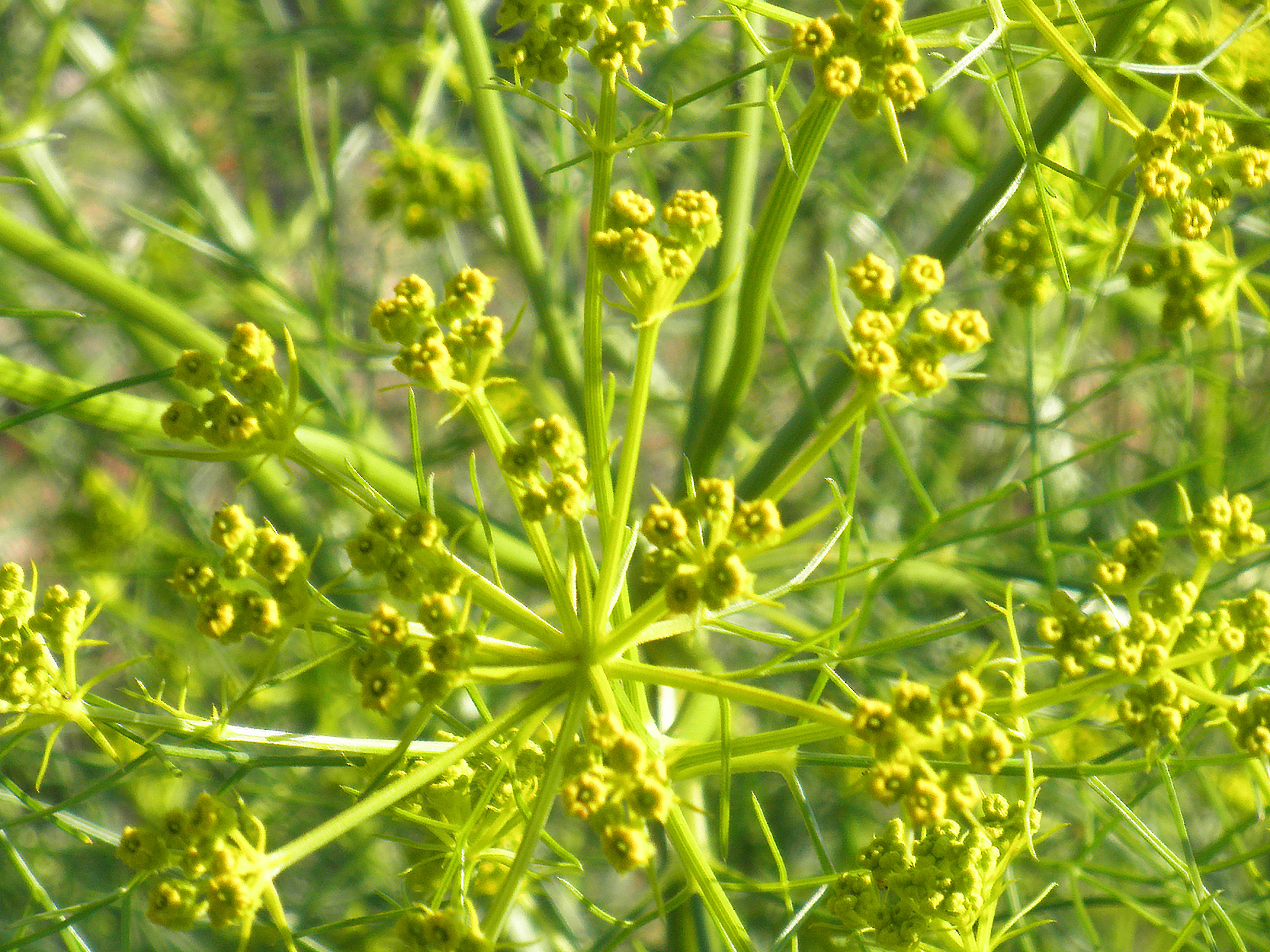
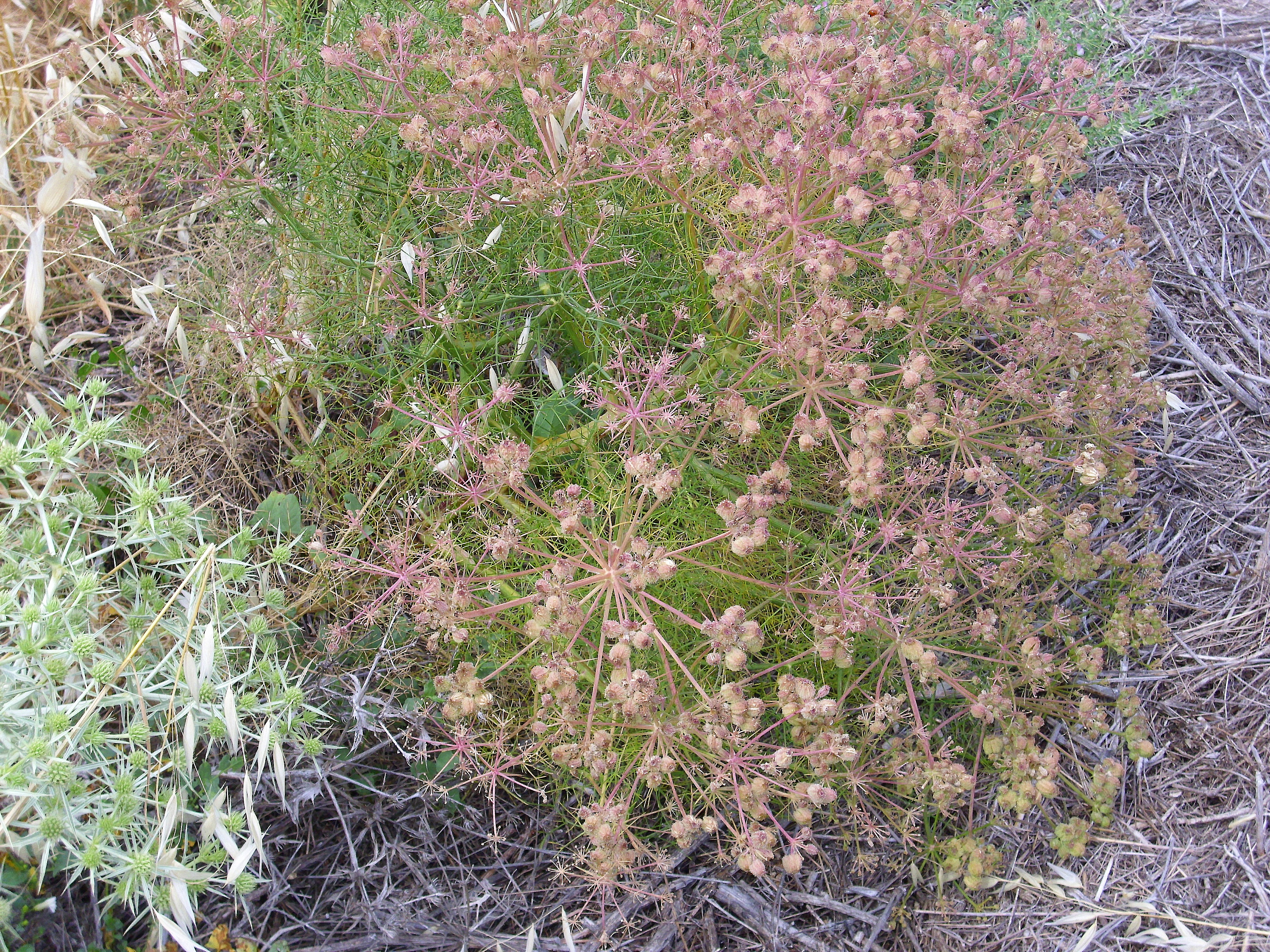
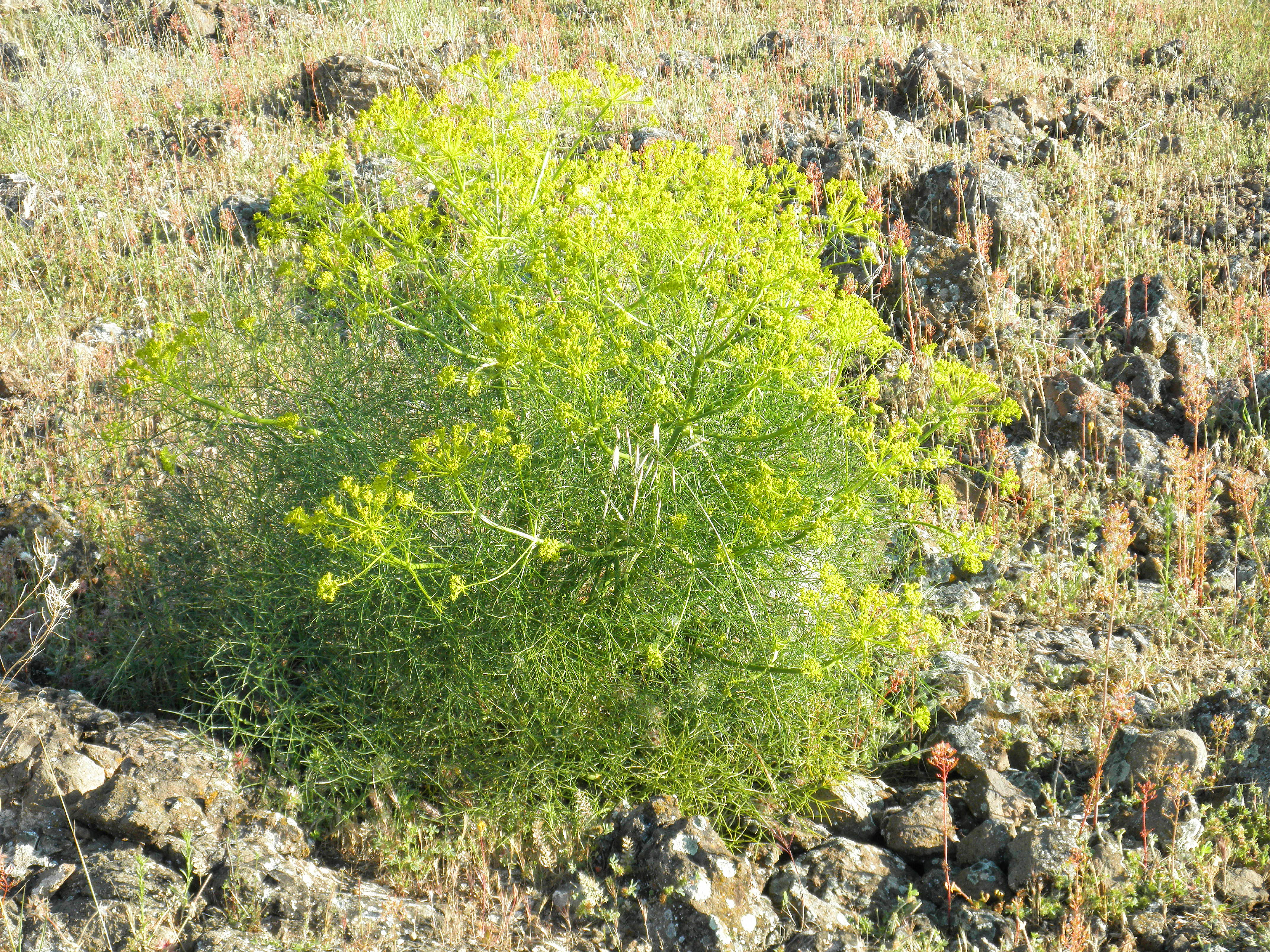